# Intercambiador de calor

Sección de un intercambiador de calor de tipo haz tubular.

Un intercambiador de calor es un dispositivo diseñado para transferir temperatura entre 2 fluidos o entre un fluido y un sólido que está en contacto con dos fluidos. Son elementos fundamentales en los sistemas de calefacción, refrigeración, acondicionamiento de aire, producción de energía, procesamiento químico, además de en aparatos de la vida cotidiana como calentadores, frigoríficos, calderas, ordenadores, el radiador del motor de un automóvil, etc.

## Tipos de intercambiadores
La clasificación más común de los intercambiadores es atendiendo al grado de contacto entre los fluidos. Así, se distinguen los siguientes tipos:
- Intercambiadores de contacto directo. Son aquellos en los que el intercambio de calor se hace por mezcla física de los fluidos.  No son muy frecuentes dada la contaminación que supone para uno o para ambos fluidos. Sin embargo, hay veces que esto no importa, como en el caso de la torre de refrigeración, en las que el agua es enfriada por el aire atmosférico en un proceso combinado de transferencia de masa y de calor.
- Intercambiadores de contacto indirecto. Son aquellos en los que los fluidos no entran en contacto directo, no se mezclan, sino que están separados por un tabique sólido, un espacio o incluso un tiempo. También se denominan de tipo cerrado. Es el equipo típico para destilación simple. El calor se transmite por convección y conducción a través de la pared separadora. Se pueden poner en contacto  de manera contracorriente donde los fluidos circulan en la misma dirección pero diferentes sentidos y al principio la fuerza impulsora es grande y luego disminuye; cocorriente donde los fluidos circulan en la misma dirección pero en el mismo sentido (también se llama flujo paralelo) y la fuerza impulsora se mantiene constante; cruzado donde los fluido circulan en direcciones perpendiculares y en contracorriente o cocorriente. Estos, a su vez, pueden clasificarse:
  - Intercambiadores alternativos. En ellos, ambos fluidos recorren el mismo espacio de forma alternada, de forma que una superficie sólida recibe el calor de un fluido caliente, para secuencialmente, transmitírselo a otro más frío, al contactar con la misma superficie. Existe un cierto contacto entre ambos fluidos, pero puede suponerse despreciable en los casos en los que la contaminación no es determinante. Cuando sí lo es, el uso de estos aparatos es inviable. Son de este tipo, muchos acumuladores y recuperadores de calor.
  - Intercambiadores de superficie. En ellos el proceso de transmisión de calor está invariablemente relacionado con la superficie de un sólido que los separa, de modo que no existe la posibilidad de contacto entre ellos. Son los más utilizados en todo tipo de aplicaciones. Atendiendo a la forma de la superficie separadora, estos intercambiadores pueden ser:
    - Intercambiadores de placas. Son aquellos en los que la superficie de separación entre los fluidos es una pared plana. Son relativamente recientes y más versátiles que el resto. El intercambiador se coloca sobre una fundición y es un espacio cerrado donde los líquidos no tienen contacto con la atmósfera. Tal espacio cerrado está aislado para reducir las pérdidas de calor. El diseño permite una limpieza fácil y una modificación sencilla de la capacidad (mediante la adición o extracción de las placas).Son un conjunto de placas corrugadas que se ajustan entre el marco y las placas de presión mediante los pernos elastoméricos para retener la presión. Esto proporciona el rendimiento térmico más eficiente y proporciona las temperaturas de salidas deseadas. Para los medios sensibles al calor la temperatura de entrada se ve afectada aún más por lo que los riesgos de sobrecalentamiento y congelamiento son mayores. Las placas están disponibles con varias formas de corrugación, varias profundidades de prensado y ángulo de patrón en forma de V. Tiene amplia gama. Cuando los fluidos se distribuyen sobre la superficie sólida lo hacen uniformemente porque si no se genera acumulación de suciedad. Cuando es elevada la transferencia de calor es porque el flujo es turbulento y esto aumenta la caída de presión por lo que aumenta las necesidades energéticas y consecuentemente, los costos. 
      - Tecnología de placas y juntas. El intercambiador ocupa poco espacio (es compacto) y gracias a la superficie corrugada, el separador es de poco espesor, obteniendo una gran transferencia de calor. Tiene una autolimpieza fácil lo que permite trabajar incluso con medios sucios. La disposición de flujo permite obtener rendimientos altos en el tiempo, con paradas no planificadas (para limpiar) y menores costos de mantenimiento (menos horas hombre). El perfil, ancho, grosor, tipo de polímero, compuesto correcto evitar el riesgo de fugas prematuras o daños en la junta o la placa. Sus beneficios son una vida útil más prolongada, menores tiempos de inactividad y por lo tanto menores costos de mantenimiento.

    - Intercambiadores de tubos. En ellos la separación entre los fluidos es siempre la pared de un tubo cilíndrico, por cuyo interior circula uno de ellos, mientras el otro lo hace por el exterior. De los diversos tipos de intercambiadores de calor es el más utilizado en las plantas químicas y refinerías en general porque: proporciona flujos de calor elevados en comparación con su relación peso/volumen, es relativamente fácil de construir, fácil de limpiar y de reparar, es versátil. Si se atiende a la dirección del flujo de ambos fluidos a través de la superficie, pueden ser:
      - Intercambiadores de flujos cruzados. Cuando las corrientes de los dos fluidos forman un ángulo de 90 grados entre sí. Son más utilizados para intercambios entre un líquido y un gas.
      - Intercambiadores de flujos paralelos. Cuando las corrientes de ambos fluidos discurren paralelas en la misma dirección. Atendiendo al sentido de circulación, pueden ser:
        - Intercambiadores en equicorriente. Si ambas corrientes circulan en la misma circulación y en el mismo sentido.
        - Intercambiadores en contracorriente. Si las dos corrientes siguen la misma circulación pero sentidos contrarios.

## Comparación entre intercambiadores de placas y casco-tubos
El cruce de temperaturas en ambos intercambiadores es posible. Tiene una aproximación mayor en las temperaturas para el intercambiador de placas. Ambos se pueden utilizar en multiplicidad de servicios. Como el área de intercambio de calor es mayor en un intercambiador de placas porque la superficie de las placas presenta obstrucciones la transferencia de calor es mayor. Además, como las velocidades de flujo son elevadas, se genera un mayor mezclado y los coeficientes de transferencia de calor aumentan por lo que la superficie necesaria es menor. 
Los intercambiadores de calor de placas son más compactos y menos pesados, pero los intercambiadores de coraza albergan mayor cantidad de fluido. Un intercambiador de placas no presenta soldaduras durante su construcción, en cambio el intercambiador de coraza y tubos si presenta en las uniones de los tubos al cabezal. Las juntas mantienen unidas las placas y también pueden unir los tubos de entrada y salida al cabezal y los tubos de entrada y salida del refrigerante a la coraza. La detección de fugas es más sencilla en un intercambiador de placas que en un intercambiador de tubos y coraza en los tubos. Ambos equipos son de difícil inspección. Cuando los tubos están dañados se anulan y en caso de las placas se quitan. El tiempo de operación es menor para un intercambiador de placa. El intercambiador de placas es más fácil de desmontar que el intercambiador de coraza y tubos por lo que también es más fácil su limpieza mecánica. El intercambiador de placas no se puede utilizar con fluidos con partículas en suspensión, ya que obstruirían los canales. Los intercambiadores de coraza y tubos se pueden disponer en varios arreglos como los intercambiadores de placas, pero los intercambiadores de placas permiten la transferencia de más de dos corrientes.

## Aumento en la caída de presión
La caída de presión en un intercambiador repercute en los costos de bombeo y está limitada por las condiciones de proceso. El número de Jensen es la relación entre la pérdida de carga del fluido con el número de unidades de transferencia. Se conoce como caída específica de presión.  

## Cálculo de intercambiadores
El intercambiador más simple y en el que mejor se puede apreciar el intercambio en equicorriente o en contracorriente es el conocido como de «tubo en tubo» o de «tubos concéntricos», que como su nombre indica, consiste en un tubo dentro de otro de mayor diámetro y todo ello con una longitud L. Sin embargo, con este tipo de intercambiador, con potencias no demasiado grandes se requiere una gran longitud para obtener la superficie de intercambio necesaria, por lo que no es demasiado utilizado, salvo para muy pequeñas potencias, en lo que se conoce también como «tuberías de acompañamiento». En la elaboración del vino, teniendo en cuenta las temperaturas  a las que se trabaja, normalmente  entre 14 y 38 °C, las potencias de intercambio no suelen ser elevadas y se utilizan también intercambiadores concéntricos, construidos en acero inoxidable y de un tamaño considerable a pesar de la poca potencia.
Sin duda el intercambiador más utilizado durante muchos años y que ha servido de referencia en la teoría de intercambiadores, es el intercambiador multitubular o de «carcasa y tubos». 
En los intercambiadores de calor se dan dos tipos de cálculo: el de diseño y el de comprobación. Los cálculos de comprobación se realizan cuando se tiene el intercambiador o se conoce su superficie de intercambio, pero es necesario hallar la cantidad de calor transmitido o las temperaturas finales de los fluidos de trabajo. En este caso, por sencillez y rapidez, se utiliza el método NUT.
El cálculo para diseño de  intercambiadores se describe a continuación y consiste en hallar las soluciones simultáneas de las ecuaciones del balance de calor y transmisión de calor, para determinar las dimensiones y formato del aparato.

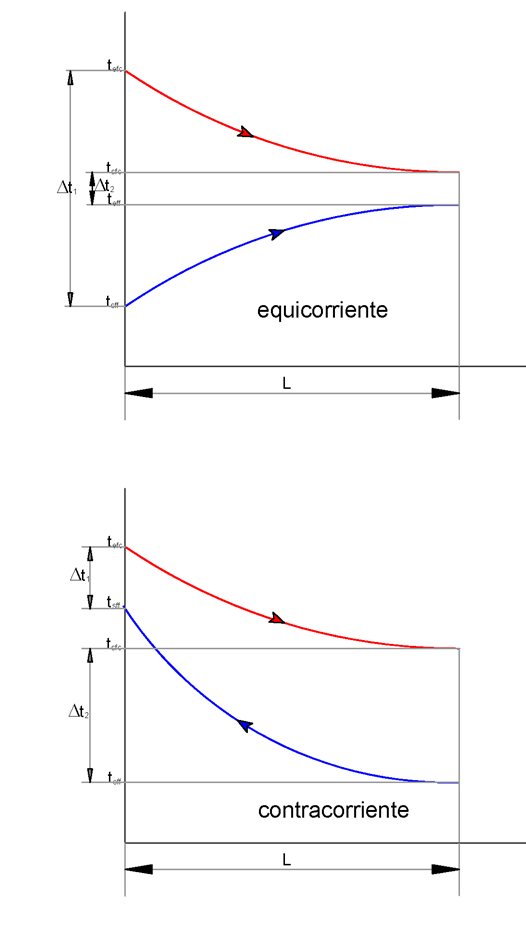
Distribución de temperatura en intercambiadores

En un intercambiador, las temperaturas de los fluidos se van modificando a medida que recorren la longitud L del aparato, por lo que en cada punto, existe un coeficiente de película distinto y por tanto, un coeficiente global de transmisión distinto. Si representamos en unas coordenadas cartesianas, en el eje de abscisas la longitud L del intercambiador y en el de ordenadas las temperaturas (t), obtenemos la curva de distribución de temperaturas a lo largo del intercambiador, que como se ve en la figura, es una curva logarítmica, por lo que la ecuación de transmisión usada para el cálculo es:
{\displaystyle Q=k\cdot S\cdot \Delta t_{\rm {mlog}}}
Donde {\displaystyle k} es el coeficiente de transmisión global de la pared, {\displaystyle S} es la superficie de la misma y {\displaystyle \Delta t_{\rm {mlog}}} es la diferencia de temperatura media logarítmica, que se calcula:
{\displaystyle \Delta t_{\rm {mlog}}={\frac {\Delta t_{1}-\Delta t_{2}}{\ln {\frac {\Delta t_{1}}{\Delta t_{2}}}}}}
En la que {\displaystyle \Delta t_{1}} y {\displaystyle \Delta t_{2}} son las diferencias de temperatura a la entrada y a la salida del cambiador, tal como se indica en la figura.
El coeficiente de transmisión se calcula:
Para pared plana
{\displaystyle k={\frac {1}{{\frac {1}{h_{i}}}+{\frac {e}{\lambda }}+{\frac {1}{h_{e}}}}}}
Para pared cilíndrica
{\displaystyle k={\frac {1}{{\frac {1}{h_{i}}}+{\frac {r_{e}\cdot \ln {\frac {r_{e}}{r_{i}}}}{\lambda }}+{\frac {1}{h_{e}}}}}}
en las que {\displaystyle h_{i}} y {\displaystyle h_{e}} son los coeficientes de película de la pared interior y exterior del tubo interno y {\displaystyle r_{i}} y {\displaystyle r_{e}} los radios interior y exterior del mismo tubo.
Junto con la ecuación de transmisión se usa el balance de calor, según el cual; el calor cedido por el fluido caliente ha de ser igual al absorbido por el fluido frío:
{\displaystyle {\dot {m}}_{fc}\cdot c_{fc}\cdot (t_{efc}-t_{sfc})={\dot {m}}_{ff}\cdot c_{ff}\cdot (t_{sff}-t_{eff})}
En la que los subíndices corresponden: {\displaystyle e=} entrada, {\displaystyle s=} salida, {\displaystyle fc=} fluido caliente y {\displaystyle ff=} fluido frío.
Con ambas ecuaciones, conocidas las condiciones de los fluidos a intercambiar, se puede determinar la superficie S de intercambio y con ella la longitud de tubo, de un diámetro determinado, necesaria para la potencia a intercambiar.
En el caso del intercambiador en equicorriente, la temperatura de salida del fluido frío, no puede alcanzar nunca la temperatura de salida del fluido caliente, puesto que siempre es necesaria una diferencia de temperaturas para que el intercambio tenga lugar. Sin embargo, en el intercambiador en contracorriente, el gradiente de temperaturas que se origina como consecuencia de la forma en que se produce el intercambio, permite que la temperatura de salida del fluido frío pueda superar la temperatura de salida del fluido caliente, lo que se traduce a su vez, en mayor intercambio térmico para la misma superficie de intercambio y por tanto, mayor rendimiento. Por lo que hay una mayor diferencia de temperatura logarítmica para el intercambiador a contracorriente que para el intercambiador a concorriente. En el diseño, el intercambiador a contracorriente presentará un área menor y el intercambiador a concorriente presentará un área mayor para un mismo intercambio térmico. En el gráfico se puede observar esta característica. Se prefiere el intercambiador de calor a concorriente cuando se busca que la temperatura de la salida de los fluidos sea similar.        
El coeficiente global de transmisión de calor es la relación entre la derivada de flujo de calor con respecto al área de intercambio y la diferencia de temperatura local entre las masas globales de fluidos. Si el coeficiente global es externo es la razón entre el flujo de calor intercambiado y el producto entre el área de intercambio exterior con  la diferencia de temperatura logarítmica. Si el coeficiente global es interno es la razón entre el flujo de calor intercambiado y el producto entre el área de intercambio interior con la diferencia de temperatura logarítmica. Incorpora todas las resistencias debido a los fenómenos de conducción, convección y radiación. También se define un coeficiente global promedio que es la inversa de las resistencias mencionadas. En las tablas de datos aparecen solamente los coeficientes globales promedios porque no se puede calcular los relativos debido a la multiplicidad de áreas de intercambiadores que hay.

## Factor de ensuciamiento
En el cálculo anterior, se ha supuesto que las superficies de los intercambiadores se mantienen limpias, sin embargo, en la práctica es muy frecuente que estas superficies se encuentren contaminadas debido; a la posible suciedad de los propios fluidos, a posibles subproductos formados por envejecimiento o por reacciones químicas entre superficie y fluido, a la corrosión de la superficie o incluso a otros materiales arrastrados por los fluidos como consecuencia de la circulación de los mismos por otras partes de la máquina. En cualquier caso, lo que ocurre es que después de un cierto tiempo de circulación del fluido, acaba por depositarse sobre la superficie de los tubos una película de impurezas, que actúa como aislante térmico y disminuye la cantidad de calor intercambiado.
Esto influye en gran manera en el cálculo del coeficiente global de transmisión de calor, debiendo introducirse en el cálculo una resistencia térmica de ensuciamiento, conocida como factor de ensuciamiento o factor de incrustación. El coeficiente global de transmisión queda entonces:
{\displaystyle k={\frac {1}{{\frac {1}{h_{i}}}+{\frac {e}{\lambda }}+f_{e}+{\frac {1}{h_{e}}}}}}
En la que {\displaystyle f_{e}} es el factor de ensuciamiento cuyo valor vendría dado por el cociente entre el espesor de la capa de incrustación y la conductividad del material depositado. En la práctica es difícil estimar este valor y se puede fijar a partir de tablas en las que están tabulados los valores correspondientes a los fluidos más utilizados.
Actualmente, para dar solución a estos problemas y aumentar el rendimiento, se diseñan los llamados intercambiadores dinámicos de superficie rascada.